# Tim Hartog
Tim Hartog (Rotterdam, 16 december 1986) is een Nederlandse stand-upcomedian en cabaretier. Hij studeerde in 2010 af aan de Koningstheateracademie in Den Bosch.
In 2012 won Hartog de jury- en publieksprijs op het Amsterdams Studenten Cabaretfestival. Tevens kreeg hij in dat jaar de publieksprijs op het Utrechts Cabaret Festival. In 2015 behaalde hij de finale van het Leids Cabaret Festival, dat gewonnen werd door Thijs van de Meeberg.
Hartog was op televisie te zien bij De Grote Improvisatieshow en The Comedy Factory. Ook stond hij op tal van festivals waaronder Lowlands 2017, Paaspop (Schijndel) en Oerol.
Van 2012 tot 2019 was Hartog vaste MC van de Stand-Up Club in Theater Walhalla. Hij is sinds 2019 tevens vaste bespeler van Comedyclub Haug in Rotterdam. Sinds 2022 is hij te horen in de podcast Kein Geloel over Feyenoord.
Hartog heeft verschillende theaterprogramma's gemaakt: Hokjesgeest (2013), Vol vertrouwen (2016-2017), Schadevrije jaren (2019-2020) en Heb je even? (2023).
In 2024 deed Hartog mee aan het 23e seizoen van De Slimste Mens. Hij wist de finale van het programma te bereiken en nam het daarin op tegen acteur Joes Brauers en fotograaf Jan Dirk van der Burg. Hij verloor echter en eindigde dit seizoen als derde.